# 李抱玉
李 抱玉（り ほうぎょく、704年 - 777年）は、唐代の軍人。もとの姓は安、名は重璋。本貫は涼州姑臧県。

## 経歴
鄯州都督の安忠敬（初唐の功臣の安興貴の曾孫）の子として生まれた。代々河西に居住し、名馬を養育するのを得意として知られた。騎射を好み、剛毅沈着で計略に長け、細心で忠実であった。李光弼に召し出されて裨校をつとめた。天宝末年、河西で戦って功績があり、抱玉の名を賜った。安禄山の乱が起こると、南陽を守備して、反乱軍の使者を斬った。至徳2載（757年）、安禄山と同姓であることを恥じ、李氏の姓を賜った。
乾元2年（759年）、特進・右羽林軍大将軍・知右羽林軍事から、鴻臚寺卿員外置同正員に転じた。持節・都督鄭州諸軍事・兼鄭州刺史・摂御史中丞・鄭陳潁亳四州節度使となった。史思明が洛陽を攻め落とすと、李光弼は河陽を守ったが、反乱軍の勢いは盛んであった。抱玉は南城を2日間守るよう李光弼に命じられた。反乱軍の将の周摯が安太清・徐黄玉らを率いて南城を攻撃し、南城が陥落しようというときに、抱玉は食糧が尽きたので、翌日投降すると反乱軍に伝えた。反乱軍はこれを信じて、攻撃をゆるめた。抱玉はそのあいだに南城の設備を修繕し、翌日には城壁を堅くして戦いを求めた。反乱軍はその欺瞞に怒って、南城を急攻した。抱玉は奇兵を出して、表裏から挟み撃ちにし、反乱兵の多数を殺傷したので、周摯は軍を撤退させた。李光弼が自ら中潬城を守ると、周摯は南城を捨てて中潬城を攻撃したが勝てず、軍を再編して北城を攻撃しようとした。李光弼は兵を出して戦い、周摯を破った。抱玉は河陽を守り、懐州を奪回するにあたって、いずれも功績第一であった。沢州刺史に転じ、御史中丞を兼ね、欒城県公に封じられた。宝応元年（762年）、代宗が即位すると、抱玉は沢潞節度使・潞州大都督府長史に抜擢され、御史大夫を兼ねた。陳州と鄭州を加領された。宝応2年（763年）、司空に任じられ、兵部尚書を兼ね、武威郡王に封じられた。王爵を辞退して、涼国公に封じられ、司徒に転じた。
広徳元年（763年）、吐蕃が長安に侵攻し、代宗が陝州に避難すると、諸軍の敗残兵や村閭の亡命者が集合して反乱を起こした。長安南面の子午谷など五谷の反乱者たちが住民に被害を与えたので、朝廷は薛景仙を五谷使として兵を与えて派遣し招討にあたらせたが、鎮圧することができなかった。抱玉が鳳翔節度使を兼ねてこの反乱を討つことになった。抱玉は反乱の首領の居場所を探知し、先に諸谷に分屯させ、奇兵を設けてひそかに軽装の精鋭数百を南方の洋州から五谷に攻め入らせた。反乱軍の首領の高玉方と反乱者たちを捕らえて斬り、残党たちは潰走し、10日のうちに五谷を平定した。抱玉は功により鳳翔節度使のまま司空に転じた。
ときに吐蕃が連年にわたって唐の西北辺境を侵犯したが、抱玉がこれを撃退したので、代宗の信任は比類なく、同中書門下平章事となった。大暦5年（770年）、抱玉は山南西道節度使・河西隴右山南西道副元帥・判梁州事を兼ねた。これにより鳳翔・沢潞・山南西道の三節度使を兼領し、秩禄は三公に及んだ。抱玉は任位があまりに重いことにへりくだり、司空および山南西道節度使・判梁州事を辞退し、兵部尚書からの退任を求めた。代宗はその謙譲を称えて、これを許可した。大暦12年（777年）、死去した。享年は74。太保の位を追贈された。諡は昭武といった。

## 伝記資料
- 『旧唐書』巻132 列伝第82
- 『新唐書』巻138 列伝第63